# (4742) Caliumi
(4742) Caliumi est un astéroïde de la ceinture principale.

## Description
(4742) Caliumi est un astéroïde de la ceinture principale. Il fut découvert le 26 novembre 1986 à Bologne par l'observatoire San Vittore. Il présente une orbite caractérisée par un demi-grand axe de 2,41 UA, une excentricité de 0,27 et une inclinaison de 22,3° par rapport à l'écliptique.

## Compléments